# خوسيه ميلكور
خوسيه ميلكور (بالإسبانية: José Melchor)‏ هو لاعب كرة قدم مكسيكي، ولد في 26 فبراير 1990.